# Santa Clara-a-Velha
Pour les articles homonymes, voir Santa Clara.
Santa Clara-a-Velha est une paroisse civile portugaise (en portugais : freguesia) de la municipalité d'Odemira dans le district de Beja.

## Géographie

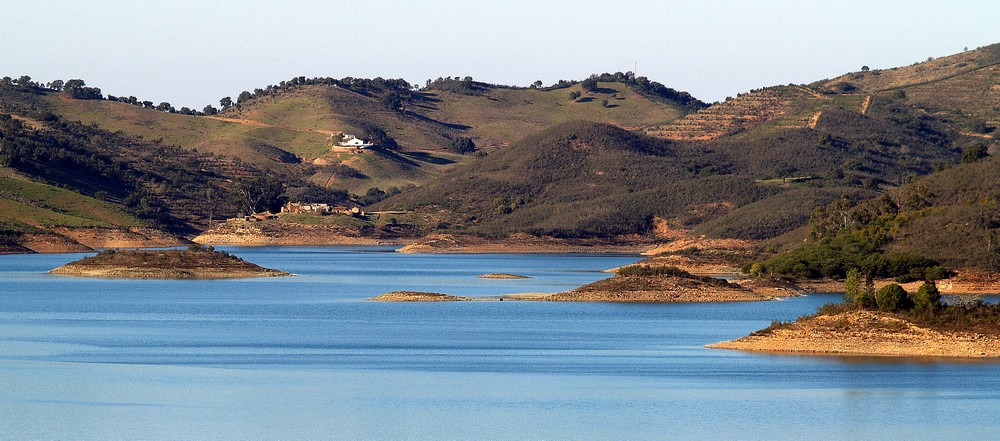
Le lac de barrage de Santa Clara.

Santa Clara-a-Velha est située au sud-est d'Odemira. La paroisse regroupe également les villages de Corte Brique, Cortes Pereiras et Pereiras-Gare.
Le lac de barrage de Santa Clara, construit sur le Mira sur le territoire de la paroisse, est l'un des plus grands d'Europe avec une superficie de 1 986 hectares.
Santa Clara-a-Velha partage une gare ferroviaire avec la paroisse voisine de Saboia, la gare de Santa Clara-Sabóia, sur la ligne ferroviaire appelée Linha do Sul entre Lisbonne et l'Algarve.

## Histoire
En 1985, Pereiras-Gare devient une paroisse indépendante de Santa Clara-a-Velha.
La loi no 11-A/2013 du 28 janvier 2013, portant réorganisation administrative du territoire des freguesias, réintègre Pereiras-Gare au territoire de Santa Clara-a-Velha.

## Démographie
Lors du recensement de 2021, Santa Clara-a-Velha compte 633 habitants.